# Giải Hollywood Music in Media
Giải Hollywood Music in Media (tên gốc tiếng Anh: Hollywood Music In Media Awards, viết tắt là HMMA) là một tổ chức giải thưởng tôn vinh âm nhạc nguyên bản (bài hát và bản nhạc nền) dưới mọi hình thức truyền thông thị giác bao gồm phim điện ảnh, truyền hình, đoạn trailer, quảng cáo thương mại, phim tài liệu, video âm nhạc và các chương trình đặc biệt. HMMA là giải thưởng đầu tiên đưa hạng mục Giám sát âm nhạc xuất sắc vào các hạng mục giải thưởng nổi bật. Các đề cử và người hoặc tác phẩm chiến thắng của HMMA thường là đại diện trong các giải thưởng quan trọng được công bố nhiều tháng sau đó. Sự kiện chính thường niên của HMMA – thường được tổ chức một tuần trước dịp Lễ Tạ ơn – thường diễn ra với những màn biểu diễn nhạc trực tiếp, những người nổi tiếng đảm nhiệm vai trò giới thiệu và dẫn chương trình, chuyên mục tôn vinh các biểu tượng của ngành công nghiệp âm nhạc, cùng các giải thưởng trao cho nhà soạn nhạc, nhạc sĩ và nghệ sĩ biểu diễn. HMMA cũng tôn vinh các nghệ sĩ độc lập, mới nổi và những cá nhân có ảnh hưởng đến ngành công nghiệp âm nhạc trên toàn cầu cho những đóng góp sáng tạo và đổi mới của họ.